# Alpoglerberg
Alpoglerberg är en bergstopp i Schweiz. Den ligger i kantonen Obwalden, i den centrala delen av landet, 50 km öster om huvudstaden Bern. Toppen på Alpoglerberg är 1 842 meter över havet.